# Duiventilprincipe

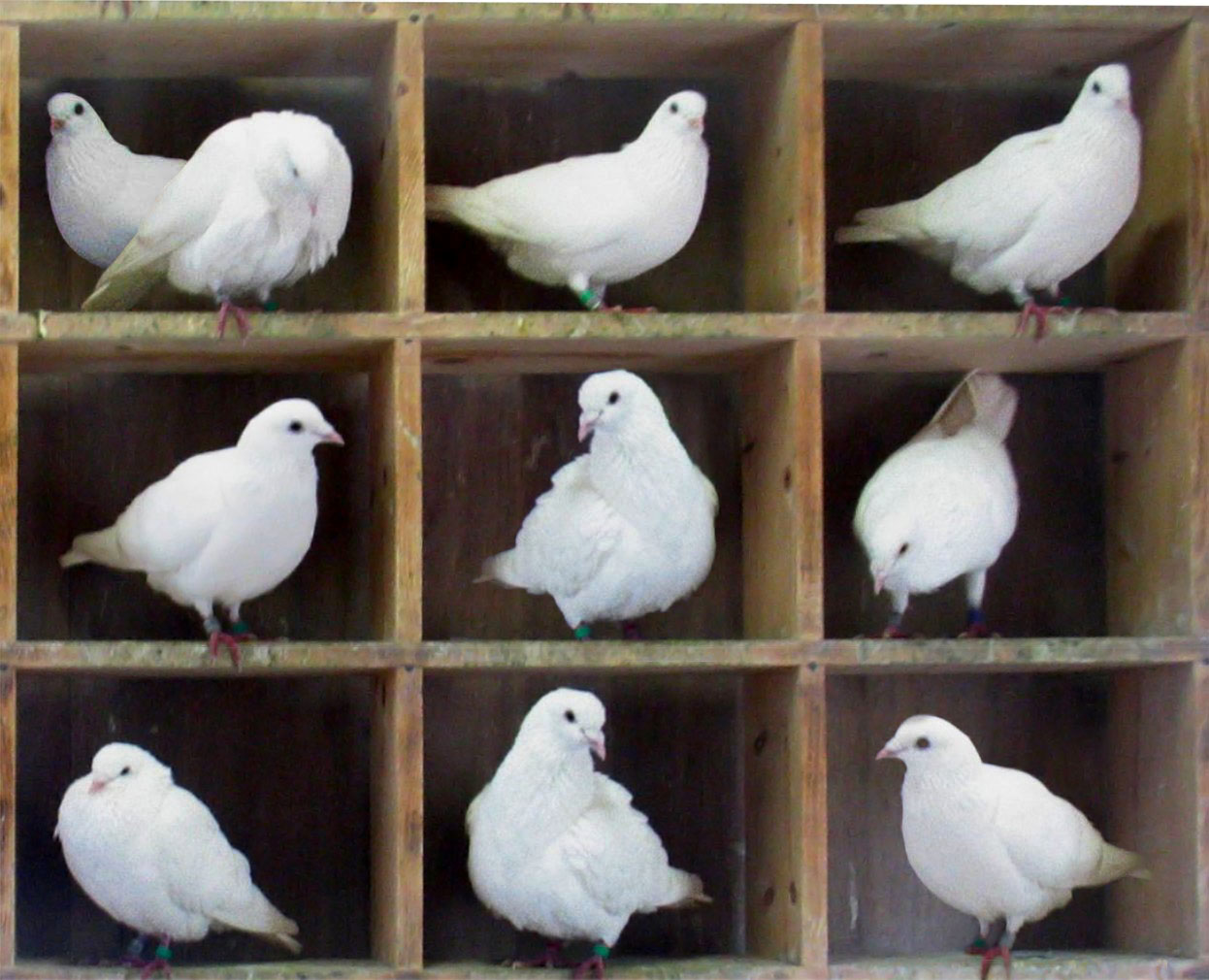
Duiventil

Het duiventilprincipe, duivenhokprincipe of ladenprincipe is een principe in de wiskunde dat stelt dat als {\displaystyle n} duiven in een duiventil met {\displaystyle m} hokjes geplaatst worden, waarbij {\displaystyle n>m,} dat er dan minstens één hokje is waar meer dan één duif in zit. Het duiventilprincipe werd waarschijnlijk voor het eerst geformuleerd door Johann Dirichlet in 1834.
Een meer abstracte formulering van het principe luidt: als {\displaystyle n} objecten verdeeld worden in {\displaystyle m} verzamelingen waarbij {\displaystyle n>m}, dan bevat minstens een van die verzamelingen ten minste 2 elementen.
Een generalisatie van het ladenprincipe luidt als volgt: als minstens {\displaystyle nm+1} objecten verdeeld worden in {\displaystyle m} verzamelingen, dan is er minstens één verzameling die ten minste {\displaystyle n+1} elementen bevat.
Een grappig gevolg van het duiventilprincipe is het "bewijs" dat er in de stad New York (of een willekeurige andere miljoenenstad) minstens twee mensen rondlopen met precies evenveel haren op hun hoofd. Dit loopt als volgt: een mens heeft gemiddeld zo'n 150.000 haren op zijn hoofd; het is dus redelijk om aan te nemen dat niemand meer dan een miljoen hoofdharen heeft. In New York wonen meer dan een miljoen mensen. Deze {\displaystyle n} (meer dan een miljoen) mensen moeten dus verdeeld worden in {\displaystyle m} (één miljoen of minder) verzamelingen; één verzameling per mogelijk aantal hoofdharen. Volgens het duiventilprincipe zitten er dus in minstens een van deze verzamelingen minstens twee mensen.